# Incendie du cinéma Rio
L'incendie du cinéma Rio eut lieu le 3 avril 1955 à Sclessin, quartier de la ville de Liège, en Belgique. Il fit 39 morts, et fait dès lors partie des incendies les plus meurtriers du pays.

## Déroulement
L'incendie débuta quelques instants après l'entracte lors de la projection du film L'Aventurier de Séville, avec Luis Mariano.